# Operazione pappagallo
Operazione pappagallo è un film italiano del 1988, diretto da Marco Di Tillo.